# El 0597 está ocupado
El 0597 está ocupado es considerada una de las primeras telenovelas colombianas. Fue producida por la programadora Producciones PUNCH en 1959 y está basada en un radioteatro argentino de la época llamado 0597 da ocupado. Fue emitida tres veces a la semana.
En el nombre del amor producida en 1963 también por Producciones PUNCH, es considerada la primera telenovela realizada en Colombia, sin embargo, debido al gran recibimiento y éxito que tuvo El 0597 está ocupado, la segunda telenovela realizada en este país, esta última es considerada erróneamente como la primera telenovela nacional.

## Sinopsis
En la telenovela se cuenta la historia de un hombre que, por equivocación, llama a una cárcel de mujeres. Una de ellas contesta y así comienza un romance telefónico. Tras ser descubiertos, el teléfono es descolgado de manera que el hombre siempre lo encuentra ocupado.

## Reparto
- John Gil
- Rebeca López
- Raquel Ércole
- Elisa de Montojo
- Rosita Alonso
- Roberto Reyes
- Karina Laverde
- Judy Henríquez
- María Eugenia Dávila
- Álvaro Ruiz

## Versiones
- El 0597 está ocupado es una adaptación del radioteatro argentino 0597 da ocupado, realizada por Teleteatro en 1950, producida por Alberto Migré, autor de la misma y protagonizada por Hilda Bernard y  Fernando Siro
- Otra versión fue hecha por TV Excelsior en Brasil en 1963, bajo el título de 2-5499 Ocupado, con Glória Menezes y Tarcísio Meira
- Se realizó otra versión argentina en 1990 por parte de Canal 9 titulada Una voz en el teléfono, producida por Jorge Montero y protagonizada por Raúl Taibo y Carolina Papaleo.
- La productora mexicana Televisa realizó en 1997 otra versión bajo el título de Alguna vez tendremos alas, producida por Florinda Meza y protagonizada por Humberto Zurita y Kate del Castillo. Esta novela fue transmitida por el Canal A en 1998 de lunes a viernes a la 1:30 PM.
- En 1999 se realizó la segunda versión brasileña titulada Louca Paixão, realizada por JPO Produções y Rede Record, producida por José Paulo Vallone y protagonizada por Karina Barum y Maurício Mattar.